# Woodville (Georgia)
Woodville es una ciudad ubicada en el condado de Greene en el estado estadounidense de Georgia. En el año 2000 tenía una población de 400 habitantes.

## Geografía
Woodville se encuentra ubicada en las coordenadas 33°40′41″N 83°6′28″O / 33.67806, -83.10778 (33.678104, -83.107862).
Según la Oficina del Censo, la localidad tiene un área total de 12,7 km² (4,9 mi²), de la cual 12,7 km² (4,9 mi²) es tierra y 0 km² (0 mi²) (0.00%) es agua.

## Demografía
Según la Oficina del Censo en 2000 los ingresos medios por hogar en la localidad eran de $31,667, y los ingresos medios por familia eran $34,219. Los hombres tenían unos ingresos medios de $25,568 frente a los $22,500 para las mujeres. La renta per cápita para la localidad era de $14,550. 